# Аманназарова, Кэбегуль
Кэбегуль (Кабегуль) Аманназарова (1919, Коттон — неизвестно) — советская колхозница. Герой Социалистического Труда (1950).

## Биография
Кэбегуль Аманназарова родилась в 1919 году в селении Коттон Хорезмского ханства (ныне — Губадагский этрап Дашогузского велаята Туркменистана). По национальности туркменка.
В 1937 году начала работать в колхозе «Совет» (позже был переименован в «Туркмению») в Тельманском районе Туркменской ССР. Демонстрировала высокие результаты в сборе хлопка, постоянно была среди передовиков-стахановцев колхоза. Вскоре Аманназарова стала звеньевой: она возглавляла комсомольско-молодёжное звено «Совета». Под её руководством в течение десяти лет звено было лидером колхозного социалистического соревнования среди хлопкоробов. В частности, в 1949 году звено Аманназаровой на шести гектарах хлопкового поля продемонстрировало урожайность 60,7 центнера с гектара.
30 июня 1950 года Указом Президиума Верховного Совета СССР за получение высоких урожаев хлопка на поливных землях в 1949 годах была удостоена звания Героя Социалистического Труда с вручением ордена Ленина и золотой медали «Серп и Молот».
В 1950 году была назначена бригадиром хлопкоробов того же колхоза.
В 1951 году стала членом ВКП(б). В 1951—1954 годах была депутатом Верховного Совета Туркменской ССР 3-го созыва.
14 февраля 1957 года была награждена орденом «Знак Почёта». Кроме того, была награждена медалями
В 1969 году вышла на пенсию, была персональным пенсионером союзного значения. Жила в селе Коттон.
Дата смерти неизвестна.